# Jaël Krebs

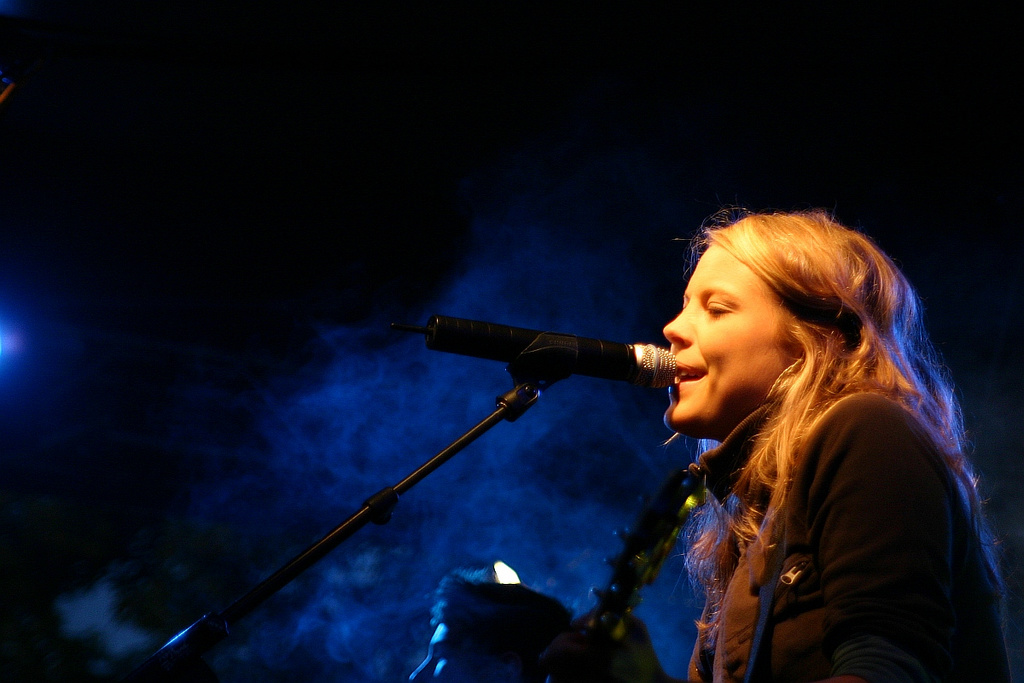
Koncert w Maschseefest (Hanower) z zespołem Lunik, rok 2005

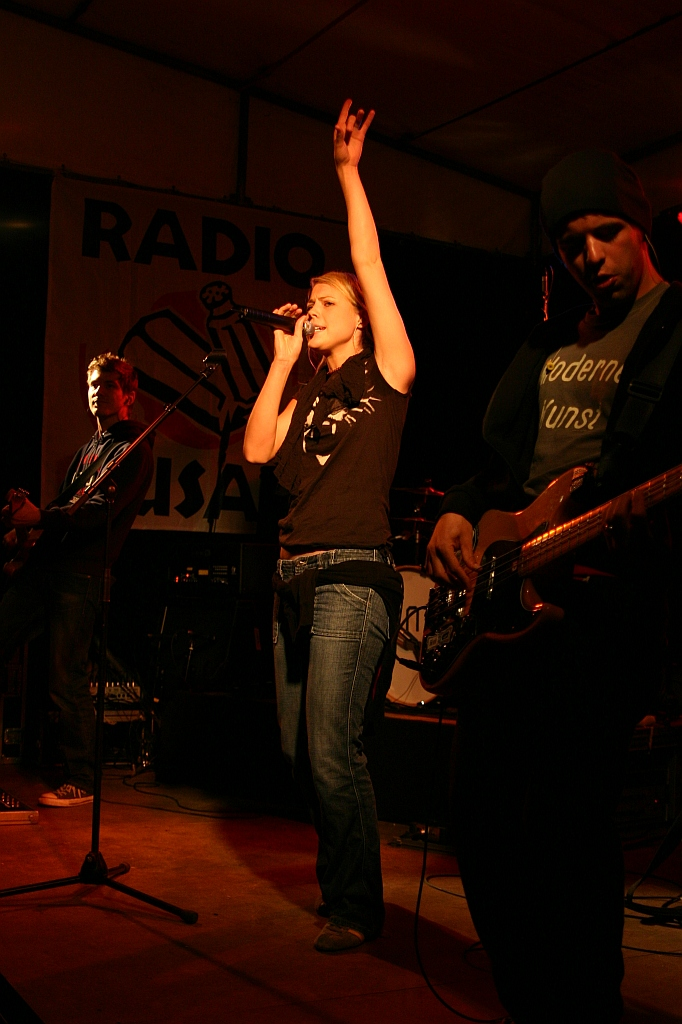
Koncert w Schröders Garten (Lüneburg) wraz z zespołem Lunik, rok 2005

Jaël Malli lub Jaël (ur. 19 sierpnia 1979 w Oppligen, pod nazwiskiem Rahel Krebs) – szwajcarska wokalistka i autorka tekstów, występującą z zespołem Lunik.
Jest współautorką i wokalistką w utworze After All zespołu Delerium z albumu Chimera, a także utworu Lost and Found z albumu Nuages du Monde. Współpracowała z formacją Schiller – użyczyła wokalu do utworów Tired oraz I Need You z albumu Sehnsucht.

## Dyskografia

### Albumy z Lunik
- 1999: Rumour
- 2001: Ahead
- 2003: Weather
- 2004: Life Is On Our Side
- 2006: Preparing to Leave
- 2007: The Platinum Collection

- 2007: MiNa – Playground Princess
- 2009: MiNa – Live and B-Side U

### Współpraca
- 2012: Delerium feat. Jaël – Light your Light
- 2008: Schiller feat. Jaël – Tired
- 2009: Gus MacGregor feat. Jaël – Lifeline
- 2008: Schiller feat. Jaël – I Need You
- 2007: Delerium feat. Jaël – Lost and Found
- 2004: Mich Gerber feat. Jaël – You Remain
- 2004: Mich Gerber feat. Jaël – Stop Crying
- 2004: DJ Tatana feat. Jaël – Always On My Mind
- 2003: Delerium feat. Jaël – After All
- Mensano feat. Jaël – Doesn’t Care
- Mensano feat. Jaël – Nowhere